# Вспышка оспы обезьян
Вспы́шка о́спы обезья́н в 2022—2023 годах — вспышка в 2022—2023 годах зоонозного вирусного заболевания обезьяньей оспы, наблюдается во многих государствах.
В 2022 году впервые выявлена у британца, прилетевшего из путешествия по Нигерии. Геномный анализ, проведённый для случая в Португалии, относит вирус к наименее патогенной западноафриканской кладе, обнаруживая его наиболее близкое родство с вирусами, связанными со случаями, завезёнными из Нигерии в 2018 и 2019 годах.

## Предпосылки

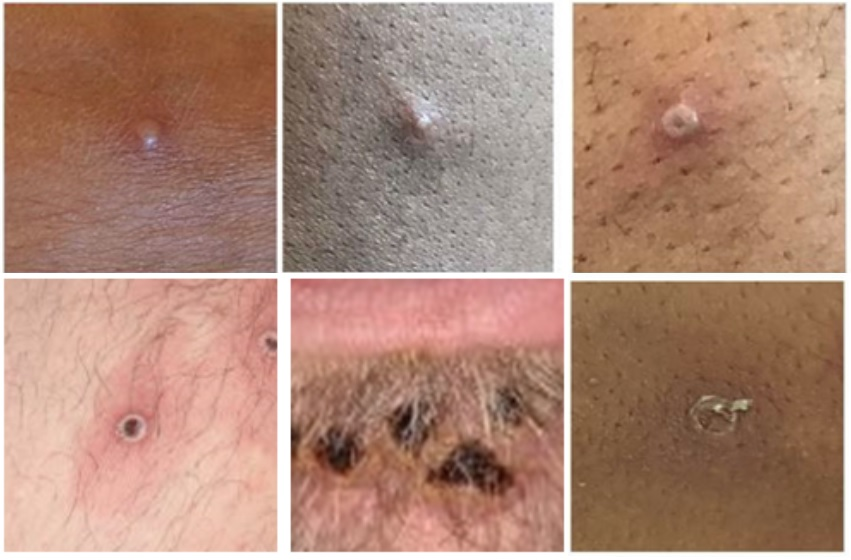
Стадии развития поражения оспой обезьян

Оспа обезьян, ранее редкое инфекционное заболевание, впервые выделенное в 1958 году. Большинство случаев инфекционного заболевания ранее выявлялось в Африке: как правило, заражались подростки до 16 лет. До настоящего времени самая крупная вспышка (71 заболевший) была зарегистрирована на западе США в 2003 году, когда источником инфекции стали грызуны, завезённые из Ганы.

## Позиция ВОЗ
Всемирная организация здравоохранения созвала чрезвычайную встречу экспертов для обсуждения вспышки оспы обезьян 20 мая 2022 года.
23 июля 2022 года глава Всемирной организации здравоохранения объявил вспышку оспы обезьян чрезвычайной ситуацией международного масштаба.
В большинстве случаев болезнь передаётся через тесный кожный контакт, часто во время полового акта. Реже вирус передается воздушно-капельным путём. В настоящее время нет чётких доказательств полового пути передачи через семенную жидкость или вагинальные выделения. Тем не менее, в медицинском журнале The Lancet опубликовано исследование, согласно результатам которого передача вируса оспы обезьян во время полового акта может быть жизнеспособным и признанным путём, особенно в период нынешней вспышки заболевания 2022 года. Так, согласно исследованию, ДНК вируса оспы обезьян была обнаружена в сперме и, по-видимому способна через неё реплицировать.
Инкубационный период — от 5 до 21 дня. Основной симптом оспы обезьян — это кожные высыпания, которые обычно выглядят как прыщи или волдыри и впоследствии могут лопаться, образуя язвы или струпья. Также, помимо сыпи, среди ранних симптомов обезьяньей оспы могут быть: лихорадка, головная боль, боли в спине и мышцах, усталость, озноб, увеличение лимфатических узлов, а также боль в горле, заложенность носа или кашель. Вспышка оспы обезьян 2022 года отличается в своём клиническом проявлении от предыдущих вспышек обезьяньей оспы и может включать в себя новые атипичные симптомы, например, такие как боль в прямой кишке и отёк полового члена. К тому же, если в прошлом болезнь начиналась с симптомов, похожих на грипп, а затем на теле выступала сыпь, то сейчас у некоторых людей сначала появляется сыпь, в то время как у других сыпь вообще не сопровождается какими-либо характерными для гриппа симптомами. У многих людей сыпь появляется только на гениталиях или заднем проходе. Уровень летальности колеблется в районе 0,03 % (на 2 августа 2022).
По словам Дэвида Хеймана, советника Всемирной организации здравоохранения, крупные кластеры, приведшие к широкому распространению инфекции в мире, сформировались в результате тесного контакта кожи и слизистых у гомосексуалов и бисексуалов на двух вечеринках в Бельгии и Испании. Также, исследование, опубликованное в медицинском научном журнале The New England Journal of Medicine, подтверждает, что сексуальная активность в основном среди гомосексуальных или бисексуальных мужчин, была, безусловно, наиболее частым предполагаемым путём передачи. Так, например, в 528 зафиксированных случаях заражения вирусной инфекцией, диагностированных в период с 27 апреля по 24 июня 2022 года, на пяти континентах, в 16 странах и в 43 клинических центрах, в целом, 98 % инфицированных были гомосексуалами или бисексуалами. В другом исследовании все 197 заражённых участников были описаны как мужчины, из них 196 были идентифицированы как гомосексуалы или бисексуалы. Далее, схожие результаты исследования опубликованы в медицинском журнале British Journal of Dermatology, где все 185 инфицированных определены как мужчины, 99 % из которых вступали в половую связь с мужчинами. На данный момент нет исчерпывающего объяснения причины такого большого распространения среди МСМ. Судя по всему, инфекция передаётся преимущественно, но не исключительно половым путём. Потому что, несмотря на подавляющее большинство подтверждённых случаев инфицирования среди МСМ, хоть и в значительно меньшем количестве, встречаются случаи инфицирования со стороны гетеросексуальных мужчин, цисгендерных женщин, а также детей. Если рассматривать конкретно половой путь передачи, то, вероятно, инфекция распространяется в основном посредством энергичного трения инфицированного о кожу или слизистые оболочки другого человека, которое приводит к их последующему повреждению и передаче вируса. В целом, вероятность заражения обезьяньей оспой не половым путём чрезвычайно мала.
По состоянию на 14 сентября 2022 года среди всех зарегистрированных случаев инфицирования, где был отмечен пол, 98 % составляли мужчины. Средний возраст зараженных — 41 год.
Локализация первичной сыпи зависит от входных ворот инфекции.

Статистика локализации сыпи по сведениям исследования от CDC:

46,4 % случаев — гениталии;

39,6 % случаев — руки;

38,4 % случаев — лицо;

36,9 % случаев — ноги;

31,3 % случаев — перианальная область;

24,9 % случаев — рот, губы или слизистая оболочка полости рта;

21,9 % случаев — ладони рук;

21,7 % случаев — туловище;

18,1 % случаев — шея;

13,5 % случаев — голова;

10,7 % случаев — стопы.
27 июля 2022 года ООН выпустила рекомендацию вакцинировать целевые группы. Речь идет о медперсонале, который может контактировать с инфицированными, а также о тех лицах, кто уже мог контактировать с инфицированным.
В мае 2023 года Всемирная организация здравоохранения объявила, что вспышка оспы обезьян больше не является чрезвычайной ситуацией в области общественного здравоохранения, имеющей международное значение.

## Распространение

График количества зарегистрированных случаев заболевания оспой обезьян с начала вспышки

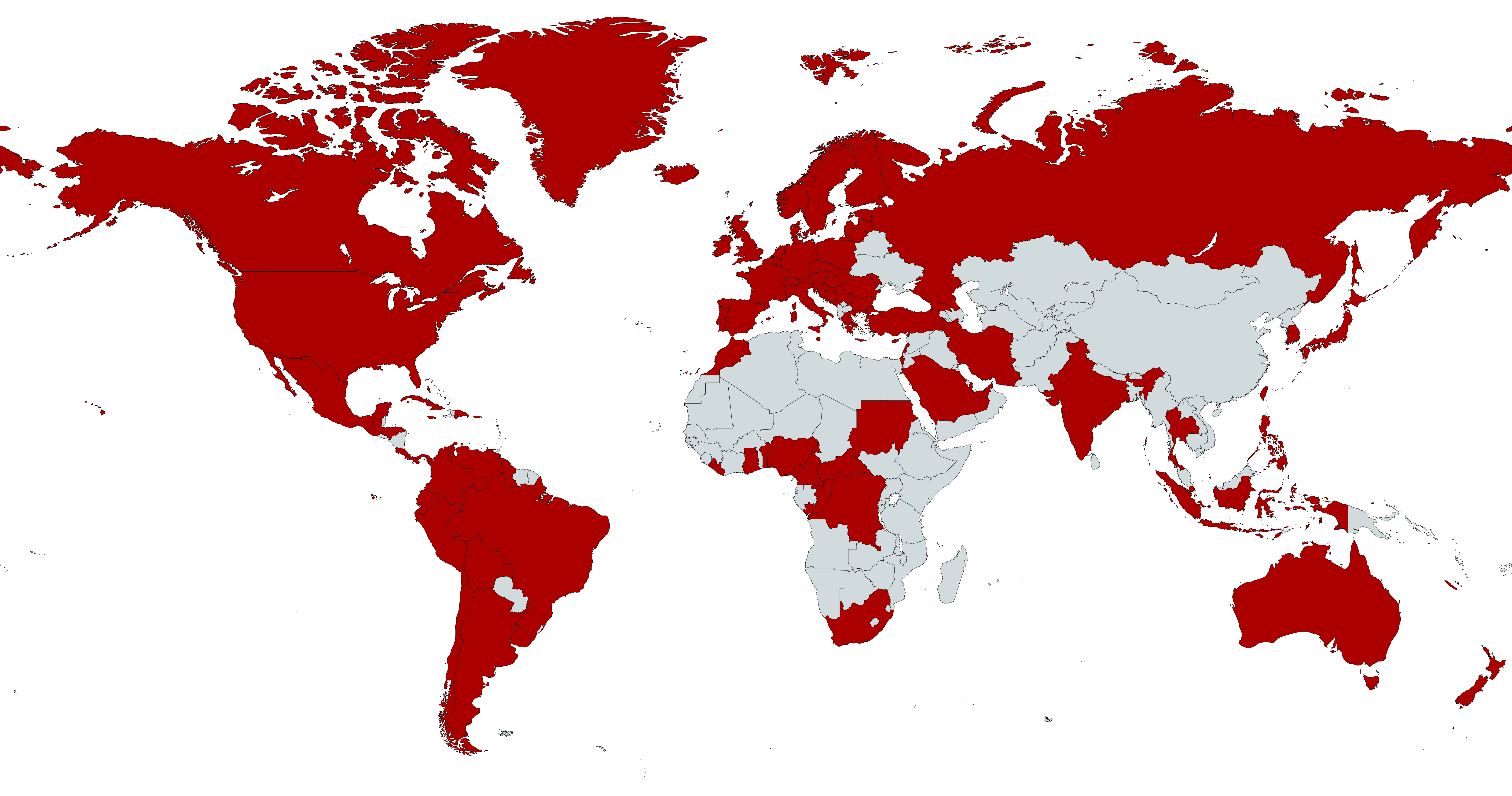
Распространение обезьяньей оспы на 24 августа 2022 года
----
Вспышка западноафриканской клады в 2022 году

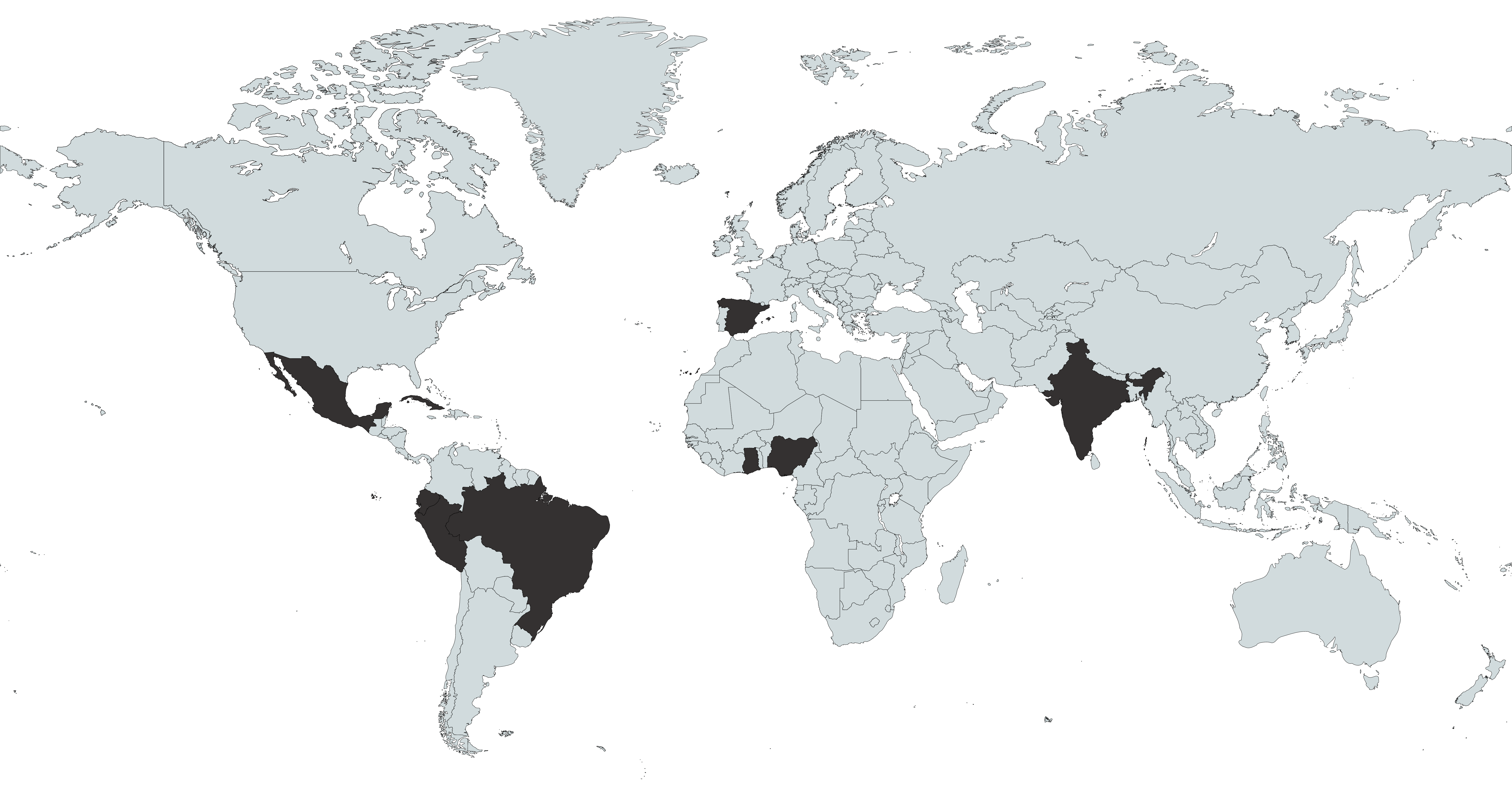
Зафиксированные смерти на 21 августа 2022 года
----
Зафиксированные смерти

Первый случай заражения был подтверждён Всемирной организацией здравоохранения 7 мая у туриста из Великобритании (Бринии), недавно вернувшегося из Нигерии. 29 апреля у него начались высыпания на коже, а 4 мая он вернулся в Великобританию, где и был доставлен в больницу и изолирован. 12 мая в Лондоне было выявлено два новых случая заражения у людей, живших в одном доме. Один был доставлен в больницу, другой, переживая болезнь в более лёгкой форме, продолжил лечиться в условиях карантина. 17 мая были выявлены ещё четыре случая заражения: 3 в Лондоне и 1 в северо-восточной Англии.
18 мая Органы здравоохранения Португалии сообщили о выявлении 14 случаев заболевания оспой обезьян у 20 подозреваемых человек, при этом 2 образца всё ещё ожидали результатов анализов.
В Испании по состоянию на 18 мая подтверждено 7 случаев заболевания.
В тот же день Соединённые Штаты Америки подтвердили первый случай заболевания оспой обезьян в 2022 году, а Канада сообщила о 13 предполагаемых случаях заболевания.
19 мая Швеция и Бельгия сообщили о первых случаях заболевания оспой обезьян, а Италия подтвердила первый случай заболевания у путешественника, прибывшего с Канарских островов.
Подозрительный случай был зарегистрирован во Франции.
20 мая Австралия сообщила о первом подозрительном случае заболевания у мужчины, который заболел после возвращения из путешествия по Европе. В тот же день был подтвержден и второй случай. Эти случаи были выявлены в Мельбурне и Сиднее. Оба инфицированных незадолго до того вернулись из путешествий по Европе.
Германия, Франция и Нидерланды подтвердила первый случай заболевания в тот же день, 20 мая.
21 мая Швейцария и Израиль подтвердили первые случаи заболевания.
Греция сообщила о первом подозрении на обезьянью оспу в тот же день — у 29-летнего английского туриста.
22 мая Австрия подтвердила свой первый случай.
23 мая Дания сообщила о первом случае заболевания у мужчины, который вернулся домой с Канарских островов, а на следующий день был подтвержден второй случай заболевания у человека, который также вернулся домой из Испании.
24 мая в Чехии был подтверждён первый случай заболевания обезьяньей оспой у человека, который в начале мая находился на музыкальном фестивале в Бельгии.
В тот же день Объединённые Арабские Эмираты сообщили о первом случае заболевания, выявленном у 29-летнего приезжего из Западной Африки.
Также в этот день Словения подтвердила свой первый случай заболевания, который был выявлен у мужчины с Канарских островов, а Швейцария сообщила о втором случае заболевания, который был выявлен у женщины в кантоне Женева.
25 мая Португалия сообщила ещё о 10 подтверждённых случаях. Агентство здравоохранения Великобритании сообщило о 7 дополнительных случаях в Англии, в результате чего общее число случаев в Великобритании достигло 78.
26 мая Агентство общественного здравоохранения Уэльса и Агентство общественного здравоохранения Северной Ирландии зарегистрировали по одному инфицированному, в результате чего общее число случаев в Великобритании достигло 80.
27 мая в Финляндии подтвердился первый случай заражения оспой обезьян, при этом в HUS отметили, что больной выздоравливает.
28 мая Ирландия и Мальта подтвердили первые случаи заболевания.
В тот же день Мексика подтвердила первый случай заболевания у 50-летнего мужчины в Мехико, который проживает в Нью-Йорке и, вероятно, заразился в Нидерландах, по данным мексиканских органов здравоохранения.
30 мая в Нигерии была зафиксирована первая смерть от оспы.
31 мая был подтвержден первый случай заболевания в Норвегии, у человека, который недавно путешествовал.
В тот же день в Венгрии также подтвердился первый случай заболевания, заражённый — 38-летний мужчина.
1 и 2 июня в Ирландии были подтверждены еще четыре случая заболевания, в общей сложности шесть.
Также 2 июня Марокко сообщило о первом случае заболевания, со ссылкой на министерство здравоохранения страны.
3 июня Латвия сообщила о первом случае заболевания, заражённая — пациентка в возрасте до 50 лет, заразившаяся за пределами страны. Позже был выявлен ещё один случай заражения.
7 июня стало известно, что в Грузии двое людей находятся под подозрением в заражении оспой обезьян. Глава Министерства здравоохранения Грузии Амиран Гамкрелидзе заявил: «На прошедшей неделе мы выявили два подозрительных случая. В одном случае мы получили отрицательный лабораторный ответ. Там и клинически не подтвердилось. Что же касается второго случая, то лабораторные исследования все ещё проводятся. У нас пока нет официального ответа по секвенированию генома». Он также добавил, что Минздрав уже разослал всем медицинским учреждениям циркуляр, в котором призывает врачей уделять особое внимание необычной сыпи на телах пациентов и сообщать в Национальный центр по контролю заболеваний.
10 июня Польша сообщила о первом случае заболевания; Министерство здравоохранения Польши заявило, что случай был завозным, а пациент не был польским гражданином, но не раскрыло никакой дополнительной информации.
13 июня Венесуэла сообщила о первом случае заражения, следует из сообщения Минздрава страны. Заболевание выявили у человека, прибывшего из Мадрида. Он общался с двумя заражёнными в Барселоне.
12 июля Россия сообщила о первом случае заражения, следует из сообщения Минздрава. Заболевший прибыл в страну из Португалии. По информации Роспотребнадзора, заболевший изолирован и находится в медицинской организации инфекционного профиля. Болезнь протекает в легкой форме. Угрозы для жизни пациента нет.
На 23 июля 2022 года в Италии зарегистрировано более 400 случаев оспы обезьян.
8 августа Молдавия сообщила о первом случае оспы обезьян, заражённый — иностранный гражданин, приехавший из США.
9 августа в Гренландии выявили 2 первых случая оспы обезьян.
На 10 августа в Испании зарегистрировано более 5 тысяч заболевших оспой обезьян, больше всего в Мадриде и Каталонии, полным ходом идёт вакцинация людей, находящихся в группе риска.
16 августа Иран сообщил о первой заболевшей оспой обезьян, заболевшая — 34 летняя женщина, проживающая в городе Ахваз, она помещена в карантин.
По состоянию на 15 августа в Великобритании зарегистрировано более 3 тысяч заболевших оспой обезьян, большая часть заразившихся выявлена в Англии.
На 18 августа в США зарегистрировано более 13 тысяч заражённых оспой обезьян, наибольшее число случаев зафиксировано в Калифорнии и Нью-Йорке.
20 августа Индонезия сообщила о первом зафиксированном случае оспы обезьян, заболевший — молодой человек 27 лет, живёт в Джакарте, его состояние не требует лечения в стационаре.
20 августа Куба сообщила о первом заболевшем оспой обезьян, им стал турист из Италии, прибывший на Кубу 15 августа, сейчас он находится в критическом состоянии. Его состояние быстро ухудшилось, он скончался 21 августа.
23 августа во всех 50 штатах США зафиксировали оспу обезьян, так первый случай зарегистрирован в Вайоминге, всего в США подтверждено 15433 случая оспы обезьян, больше всего в заболевших в штатах Нью-Йорк (2910) и Калифорния (2663).
На 1 сентября в Бельгии выявили 706 заболевших оспой обезьян, из них 699 — мужчины, 32 человека были госпитализированы.
1 сентября в Перу был выявлена новая разновидность оспы обезьян, характерная для этой страны, она получила код В.1.6, по последним данным в Перу зарегистрировано свыше 1500 заболевших оспой обезьян.
15 сентября на Украине сообщили о первом случае заболевания, со ссылкой на министерство здравоохранения страны.
16 августа в Швеции сообщили о первом случае заболевания, со ссылкой на министерство здравоохранения страны

### Смертельные случаи

#### Европа
30 июля 2022 года зафиксирована первая смерть от оспы обезьян в Европе. Она произошла в Валенсии (Испания).
31 августа Бельгия сообщила о первом умершем от оспы обезьян. У него были сопутствующие заболевания.

#### Америка
23 августа в больнице Мексики скончался человек с оспой обезьян, пациент умер от пневмонии, септического шока и инфекции, вызванной ВИЧ.
30 августа в Бразилии (Рио-де-Жанейро) зарегистрировали вторую смерть человека, болевшего оспой обезьян, пациенту было 33 года, у него был ослаблен иммунитет.
В этот же день в США был зарегистрирован первый случай смерти человека с оспой обезьян, им стал пожилой мужчина, живший в округе Харрис штата Техас, у него был ослаблен иммунитет.

### Данные ВОЗ
На 27 июля 2022 года по данным ВОЗ зафиксировано 18 000 случаев оспы обезьян в 78 странах мира.
На 17 августа 2022 года по данным ВОЗ зафиксировано более 35 000 случаев оспы обезьян в 92 странах, зарегистрировано 12 летальных исходов, за прошедшую неделю заразились 7,5 тысяч человек.
На 1 сентября в мире зарегистрировано более 50500 случаев заражения оспой обезьян в 100 странах, наибольшее число приходится на США, Испания, Бразилия.

## Меры
В Бельгии с 23 мая 2022 года введён трёхнедельный карантин для людей, заболевших оспой обезьян. По последним данным, в стране заражено 168 человек.
24 мая 2022 года в Германии министр здравоохранения Карл Лаутербах ввёл трёхнедельный карантин для заболевших оспой обезьян. Также он заявил, что карантин «строго рекомендуется» людям, контактировавшим с заражёнными. Для борьбы с распространением заболевания в США была разработана национальная стратегия вакцинации. Для этой цели в стране одобрены две вакцины. Регуляторные государственные органы США объявили о начале распределения десятков тысяч доз вакцин, при этом они принимают меры, чтобы в ближайшие недели были получено еще дополнительно сотни тысяч доз. В штате Нью-Йорк, штате Калифорния и штате Иллинойс введен режим чрезвычайного положения из-за оспы обезьян. В США объявлена ЧС в области здравоохранения из-за оспы обезьян. Ведомство США, отвечающее за контроль заболеваний и их предотвращения (CDC), рекомендует медицинским работникам надевать полный комплект средств индивидуальной защиты (СИЗ) перед уходом за инфицированным человеком. Полный комплект включает в себя халат, маску, защитные очки и фильтрующий одноразовый респиратор (такой как N95). Для врачей ведомство сообщает, что инфицированный человек должен быть изолирован, предпочтительно в помещении с отрицательным давлением воздуха или, по крайней мере, в отдельном кабинете для осмотра, чтобы исключить возможный контакт с другими людьми . В России зарегистрировано три варианта вакцин, разработанных на основе вируса осповакцины, которые, если они эффективны против вируса натуральной оспы, должны защищать и от вируса оспы обезьян. Еще одна вакцина находится на этапе регистрации.